# Franc Wiesthaler
Franc Wiesthaler tudi Franz Wiesthaler (vístáler), slovenski časnikar in politik delujoč v Mariboru, * 25. december 1825, Maribor, † 22. oktober 1890, Maribor.

## Življenje in delo
Franc Wiesthaler rojen v družini notarja Franca W. in Agneze W. rojene Knez je ljudsko šolo in klasično gimnazijo obiskoval v Mariboru (1839-1842), poslušal 2 leti filozofije v Gradcu, nato se je prepisal na študij bogoslovja Dunaju in ga 1847 opustil. Leta 1848 se je priključil akademski legiji v Gradcu, jeseni začel študij prava, a ga zaradi delovanja v graškem študentskem gibanju med revolucijo leta 1848 ni končal ker je moral zbežati na Bavarsko in Švico. V Ženevi se je povezal s političnimi begunci in se prvič srečal s socialdemokrati. Leta 1862 se je vrnil v Maribor in urejal Marburger Zeitung (1866-1869, 1871-1887). V letih 1869−1874 je bil predsednik mariborskega delavskega izobraževalnega društva; povezal se je z 1. internacionalo, bil naklonjen Slovencem in se zavzemal za samoodločbo narodov. V delavskem gibanju je imel izrazito voditeljsko vlogo in bil prvi izobraženec v njem. Leta 1875 pa je postal član nemške liberalne stranke in začel močno nasprotovati Slovencem. Leta 1880 in 1882 je bil izvoljen v mariborski občinski svet. Postal je liberalni demokrat, zvest tradicijam revolucije leta 1848. Kritiziral je Cerkev in papeža, bil proti celibatu in za civilne poroke, za federalno ureditev Avstrije, proti zasedbi Bosne ter se zavzemal za splošno vojaško obveznost po švicarskem vzgledu.